# 得土安广场

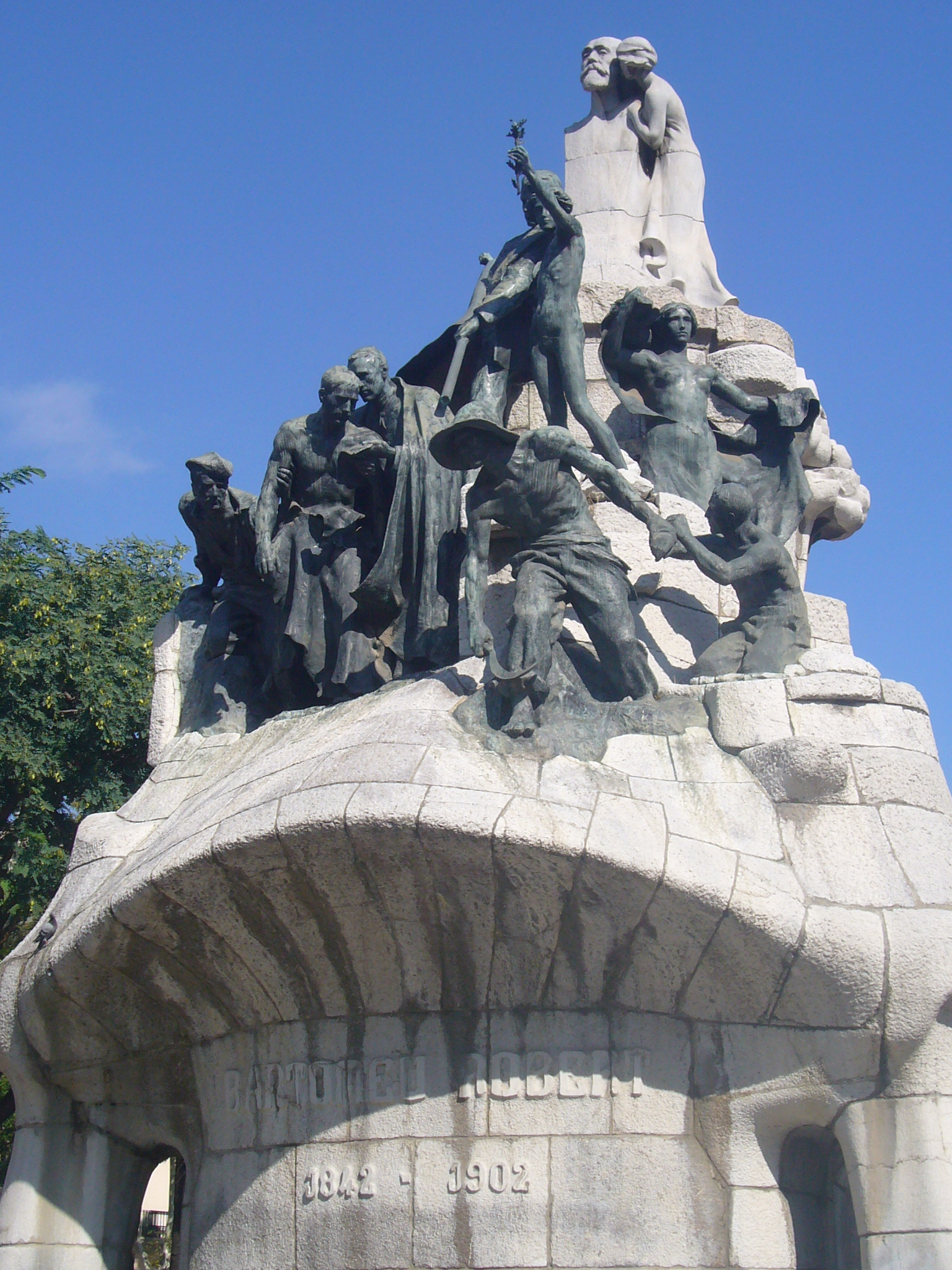

得土安广场（Plaza de Tetuán、Plaça de Tetuan，加泰隆尼亞語發音：[ˈplasə ðə tətuˈan]) 是西班牙巴塞罗那的一个广场，位于扩展区中心的皮恩堡（Fort Pienc）社区，加泰罗尼亚议会大道与Passeig de Sant Joan的繁忙交叉口。广场得名于胡安·普里姆将军和加泰罗尼亚志愿者围攻和占领摩洛哥城市得土安。广场原名是Hermenegildo Giner de los Ríos。
广场的中心是巴塞罗那大学病理学教授、巴塞罗那市长（1899年当选）罗伯特博士的纪念碑，是雕塑家约瑟夫·利莫纳的作品。这座纪念碑建于1904年至1910年间，最初在大学广场，1940年弗朗西斯科·佛朗哥独裁时期被拆除，1985年迁至得土安广场。

## 交通
此处有巴塞罗那地铁2号线的得土安站。